# Mars 1916 (guerre mondiale)
Février 1916 - mars 1916 - Avril 1916
- 4 mars : 
  - Mise en place d'un condominium franco-britannique pour l'administration du Kamerun.

- 9 mars : 
  - Déclaration de guerre de l’Allemagne au Portugal. Un gouvernement d’Union sacrée est organisé au Portugal avec mission de préparer un corps expéditionnaire et de renforcer les troupes qui combattent en Afrique.
  - Verdun : prise de Douaumont par les Allemands.
  - Lancement de la Cinquième bataille de l'Isonzo (fin le 17 mars).

- 11 mars : 
  - Bataille de Dujaila : arrêt de l'offensive britannique de dégagement de Kut-el-Amara.

- 15 mars :
  - Offensive générale contre les Allemands vers le Mozambique avec l’appui de troupes indiennes et rhodésiennes.
  - Démission de l'amiral Alfred von Tirpitz de son poste de secrétaire impérial à la Marine. Nomination de l'amiral Edouard von Capelle à sa place.

- 17 mars : 
  - Occupation d'Ispahan par les Russes.
  - Début de l'offensive russe du lac Narotch en Biélorussie.

- 18 mars : 
  - Victoire des Russes en Lettonie, au sud de Dwinsk.

- 19 mars : 
  - Conférence du groupe révolutionnaire allemand Die Internationale à Berlin : débuts du mouvement spartakiste.

- 21 mars : 
  - Constitution en France de l'escadrille N 124, la célèbre escadrille La Fayette le 6 décembre. Elle est constituée à l'origine par sept aviateurs américains engagés volontaires que dirigent deux officiers français.